# Liefering
Liefering ist ein Stadtteil im Nordwesten der Stadt Salzburg in Österreich. Begrenzt wird der geschlossene Stadtteil (Siedlungsraum) Liefering im Südosten vom Glanbach und dem Glankanal, im Südwesten bildet die Bahnlinie Salzburg–Rosenheim die Grenze und im Nordwesten die Saalach. Im Osten begrenzt die Salzach den Stadtteil. Der Siedlungskern von Liefering endet dabei am Grünraum um Mühlbach und Altglan. An diesen Grünraum schließt östlich räumlich deutlich getrennt die Salzachseesiedlung an, die ebenfalls zum Stadtteil Liefering zählt. In Liefering mit seinen 697,9 ha leben heute 14.500 Bewohner; Liefering ist damit nach Lehen der bevölkerungsreichste Stadtteil Salzburgs.

## Namensgebung
Erstmals erscheint der Name Liefering in den Breves Notitiae im 8. Jahrhundert als „Liueringe“. Die bajuwarische Nachsilbe -ing bezeichnet eine Zugehörigkeit. Im Bestimmungswort wird ein Personenname Lifero vermutet, der selbst auf den romanischen Namen Libero zurückgehen dürfte. Der Ortsname Liefering bezeichnete somit ursprünglich eine Wohn- und Aufenthaltsstätte, wo eine Person dieses Namens und ihre Angehörigen anzutreffen waren.

## Geschichte
Im Umfeld des Missionsklosters wurden Wohnstellen und Werkzeuge der Jungsteinzeit ausgegraben. Auch aus der Bronzezeit wurden am Grafenhügel Wohnstellen und Gerätschaften geborgen. Wie viele archäologische Funde belegen, wurde Liefering auch in den keltischen Epochen Hallstattzeit und Latènezeit sowie danach in der Zeit des römischen Imperiums bewohnt.

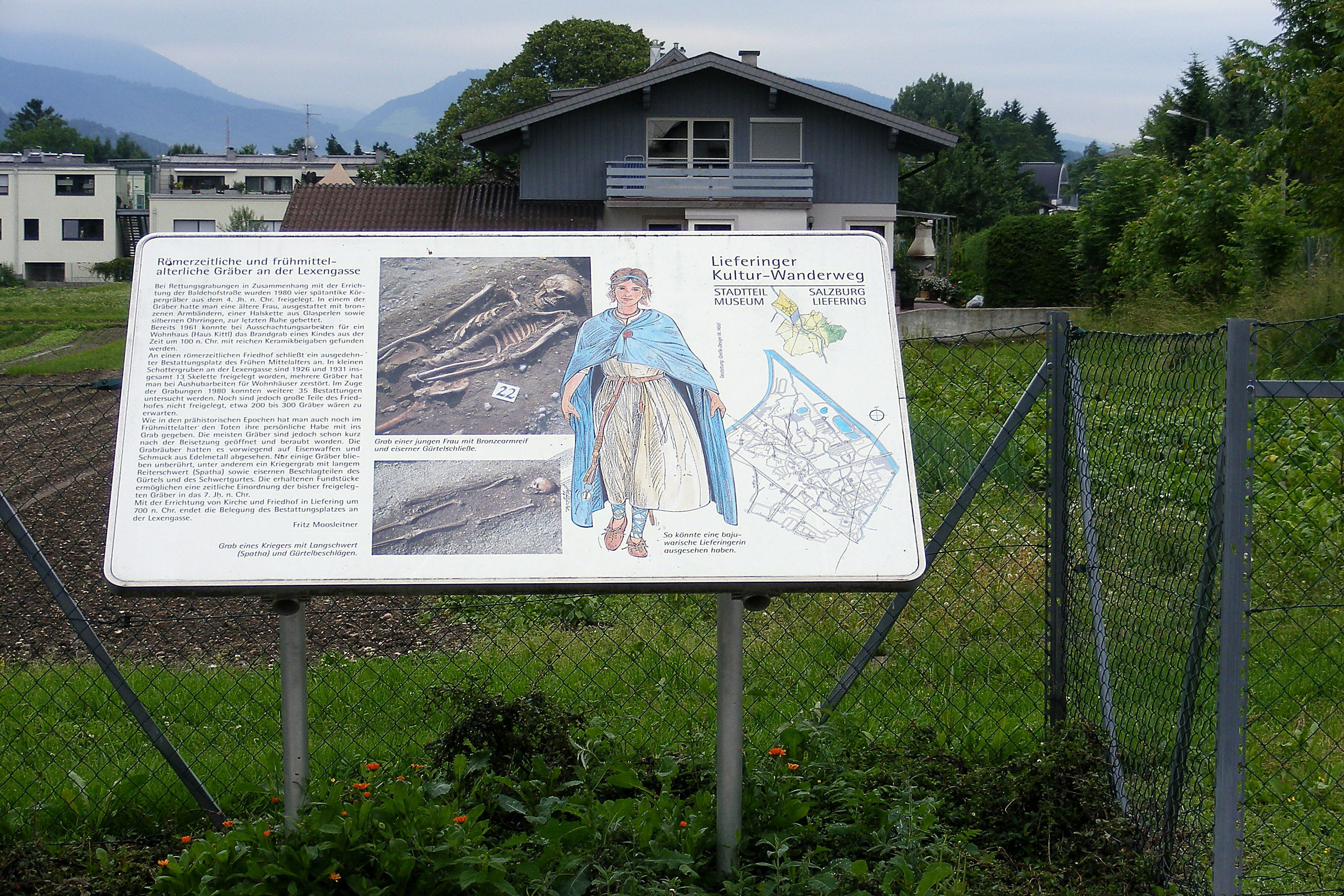
Schautafel des Lieferinger Kulturwanderweges zur Dokumentation der Geschichte des Stadtteils

Streufunde aus der Zeit der römischen Eroberung des Gebietes belegen eine kurzzeitige Besiedlung des Ortes. Hauptsächlich wurden 1985 im Zuge einer Rettungsgrabung sogenannte Auerberg-Keramiktöpfe und eine Fibel aufgefunden. In einiger Entfernung von dieser vermuteten Siedlung fand man beim Schotterabbau Brandgräber aus derselben Zeit. An Grabbeigaben konnten eiserne Waffen (Schwerter, Lanzenspitzen, Schildbuckel) geborgen werden, darunter befand sich auch ein römisches Kurzschwert (gladius). Die Schwerter waren nach keltischer Sitte verbogen und damit als Opfer- oder Grabbeigaben gekennzeichnet. Der gladius und dieses Bestattungsritual, das im Salzburger Raum zu dieser Zeit unüblich war, deuten auf keltische Hilfstruppen aus den Südalpen hin.
Liefering liegt unmittelbar am Rand der Friedhofsterrasse an einem alten Übergang (Furt, später Brücke, diese seit 1372 urkundlich) über die Saalach und ging aus einer schon im späten 8. Jahrhundert belegten Kirchensiedlung hervor. Die heutige Pfarrkirche von Liefering, den Heiligen Petrus und Paulus geweiht, ist urkundlich erstmals um 790 erwähnt und war ursprünglich eine Filialkirche von Siezenheim. Die heutige spätgotische Kirche mit ihrem romanischen Kern wurde 1516 geweiht. In der Schlacht am Walserfeld zwischen Österreich und den napoleonischen Truppen im Dezember 1800 war auch der Grafenhügel in Liefering heftig umkämpft.
Der Landschaftsraum östlich der Ortschaft Liefering unterhalb der Friedhofsterrasse gehörte bis zur Salzachregulierung zum Überschwemmungsgebiet der Salzach, das einst von der Glan und dem Mühlbach (einem Seitenarm desselben) sowie von einigen breiten Seitenarmen der Salzach durchflossen war. Dieses Auland wurde wesentlich fischereiwirtschaftlich genutzt und lieferte daneben z. T. auch Brennholz. Teilweise war hier auch extensiv genutztes Weide- und Wiesenland. Erst im 15. bzw. 16. Jahrhundert siedelten sich in Liefering erste Gewerbetreibende an (etwa 1549 Papiermühle und 1675 Pulvermühle in Rott). Die meisten Häuser des älteren Ortskernes entstanden erst im 18. Jahrhundert. 1860 wurde Liefering durch den Ausbau der Kaiserin-Elisabeth-Westbahn von der Gemeinde Siezenheim abgeschnitten, dessen Teil Liefering nach 1849 geworden war.
1934 ereignete sich der Lieferinger NS-Putsch. Der im 20. Jahrhundert rasch angewachsene Ort wurde 1939 in die Stadt Salzburg eingemeindet. Der 1938 begonnene Bau der Reichsautobahn brachte abermals eine Zerschneidung des Ortes, welcher erst vor wenigen Jahren durch die Überbauung der Autobahn in diesem Bereich behoben wurde.
Die Katastralgemeinde Liefering (in der heute die Grenze der einstigen Gemeinde Liefering dargestellt werden), in der der heutige Stadtteil Liefering liegt sowie isoliert davon die Salzachseesiedlung, erstreckt sich in den äußersten Norden der Stadt Salzburg und wird dort durch den Saalachspitz begrenzt, an dem die Saalach in die Salzach mündet. Der Verlauf der Saalach bildet bis zur Eisenbahnbrücke (Bahnlinie Salzburg – München) auch die Stadtgrenze in Richtung Freilassing. In Richtung Osten wird die Katastralgemeinde Liefering gegen die Katastralgemeinde Bergheim durch die Salzach und gegen die Katastralgemeinde Itzling durch die Aribonenstraße begrenzt. Im Süden reicht die Katastralgemeinde weit in den heutigen Stadtteil Lehen hinein. Dort bilden die Paumannstraße und die Franz-Martin-Straße dieser heute lediglich historisch und grundbücherlich wichtigen Grenzlinie.
Bedeutende Ereignisse und Objekte zur Geschichte des Stadtteils werden in einer Reihe von öffentlich aufgestellten, über den Stadtteil verstreuten Schautafeln, dem Lieferinger Kulturwanderweg, dokumentiert.

## Kultur und Sehenswürdigkeiten

### Die beiden Lieferinger Kirchen

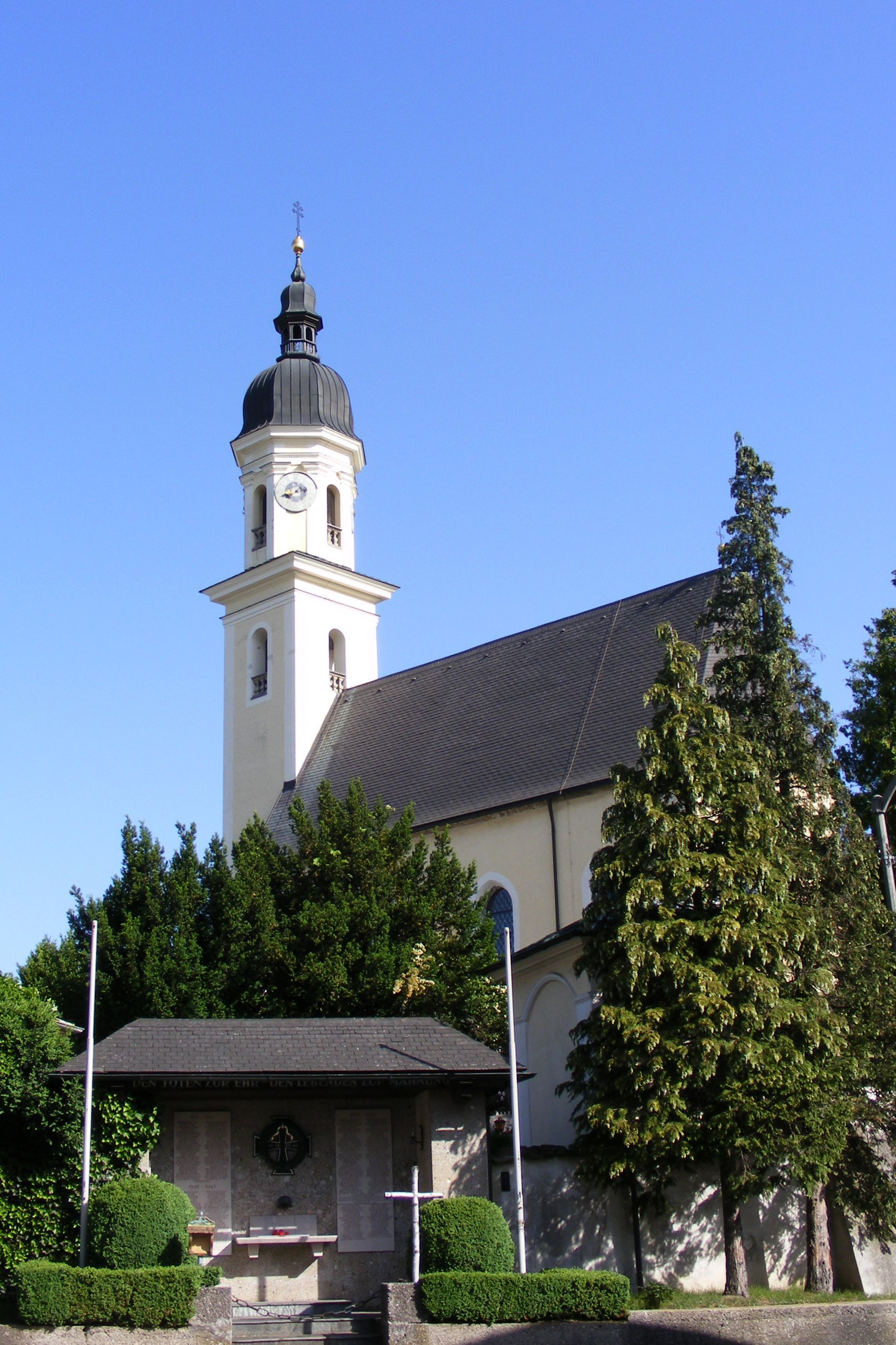
Alte Lieferinger Pfarrkirche

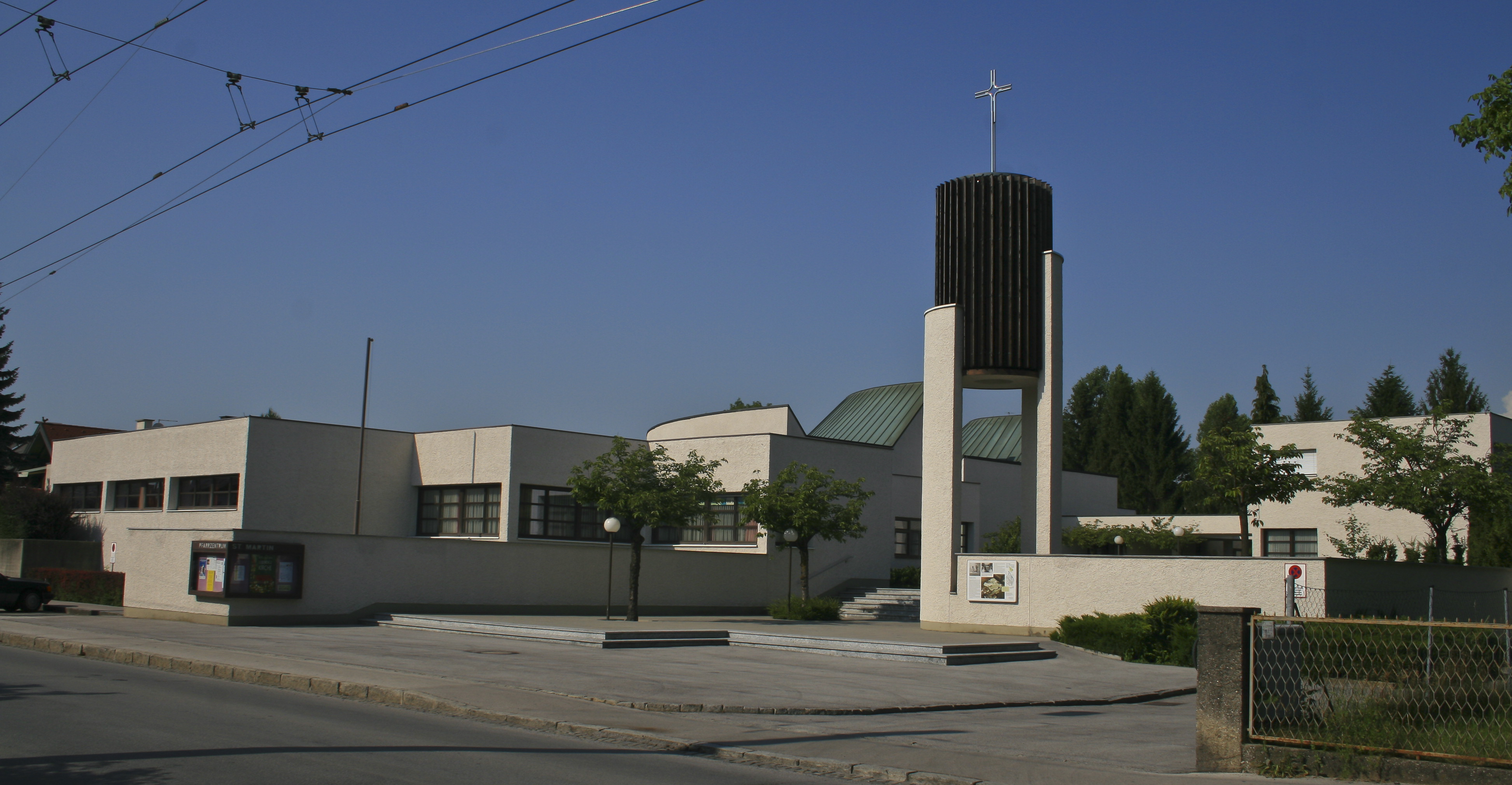
Pfarrzentrum St. Martin

- Die Alte Lieferinger Pfarrkirche ist den Heiligen Petrus und Paulus geweiht und steht erhöht im historischen Ortszentrum von Liefering. Ihr barocker Kirchturm ist weithin zu sehen. Die ältesten Baureste reichen bis ins frühe 8. Jahrhundert zurück. Auch Reste eines romanischen Saalbaus wurden unter dem Fußboden der Kirche ausgegraben. Urkundlich besteht die Kirche seit 790. Lange war sie eine Filialkirche von Siezenheim. Der heutige gotische Bau mit seinem hohen, von einem Netzrippengewölbe bekrönten Kirchenschiff wurde 1516 geweiht. Bemerkenswert sind die acht Altarbilder vom spätgotischen Hochaltar (um 1465, vom „Meister von Liefering“ geschaffen). Die spätbarocken Altäre wurden 1791 gefertigt. Seit 1940 ist das Gotteshaus eine eigene Pfarrkirche.
- Das Pfarrzentrum St. Martin im jungen Siedlungsraum Liefering-Lehenau ist ein moderner sakraler Bau. Die Linzer Architekten Rüdiger Stelzer und Walter Hutter zeichneten die Pläne. Die Kirche wurde 1980 von Erzbischof Karl Berg eingeweiht. Die geometrische Form des Kreises beherrscht den Kirchenbau: Der Sakralraum ist als Halbkreis gestaltet, in welchen zwei Decken in dynamischer Rundung vorschwingen. Auch der Kirchturm besitzt offene Rundmauern. Bemerkenswert ist die Taufkapelle mit ihrem tiefliegenden, ebenfalls runden Taufstein.

### Liefering in Literatur und Film
- Vom Saalachspitz als abgelegenem Treffpunkt von Kriegsflüchtlingen aus dem Osten berichtet der Salzburger Autor Wolfgang Kauer in seiner von Juror Julian Schutting preisgekrönten Erzählung Treibgut am Saalachspitz. Der Text basiert auf Faktenwissen gemäß Zeitzeugin-Bericht.[4]
- Liefering bzw. eigentlich die in diesem Stadtteil liegende General-Keyes-Siedlung ist Hauptdrehort des autobiographischen Films Die beste aller Welten von Adrian Goiginger aus dem Jahr 2017.

## Liefering und seine Teile
Liefering lässt sich heute in folgende Teile gliedern: Altliefering, Neuliefering, Liefering-Lehenau (nächst dem Glankanal östlich der Münchner Bundesstraße), die Offizierssiedlung und das salzachnahe Messezentrum Salzburg, Rott (samt der Herrenau) und Forellenwegsiedlung.

### Altliefering (Kirchenviertel)
Altliefering ist ein altes Haufendorf. Am Rand der Friedhofsterrasse der Salzach gelegen war es ursprünglich ein Bauerndorf, wobei die Fischerei schon seit der frühen Neuzeit vielfach einen Nebenerwerb darstellte. Seit 1493 hatten die Lieferinger Schiffer das Recht im Winter gegen Reichung eines „Fischdienstes“ an der Salzach zu fischen. Auch lagen in Liefering fünf eigene Fischweiher.
Der Ortskern liegt dabei im nächsten Raum um die Kirche am Grafenhügel. Ursprünglich ist im Raum Liefering ein einziges altes bäuerliches Stammgut im adeligen Besitz denkbar. Durch Teilung alter „Vollhuben“ könnten dann im Lauf der Geschichte viele kleinere Güter („Gütln“ genannt) entstanden sein. Liefering bestand im Jahr 1830 aus 91 Häusern und hatte 560 Bewohner. Der historische Ortskern gliedert sich in zwei Teile, das stadtnahe Oberdorf und das heute nördlich der Autobahn gelegene Unterdorf. Seit dem Bau der Autobahn 1939 (mit der Unterbrechung 1941 bis zur Fertigstellung in den späteren 1950ern) war der Ort geteilt. Erst durch die Errichtung des etwa 500 Meter langen Umweltschutztunnels Liefering, von der Anschlussstelle Salzburg Mitte Richtung Walserberg, Herbst 1999–2001, ist der Ort wiederhergestellt, was der einzige Zweck dieser Baumaßnahme war und die Stadtentwicklung des durch die Autobahntrasse isolierten Salzburger Nordostens fördern soll. Die Überdeckung ist Freifläche.

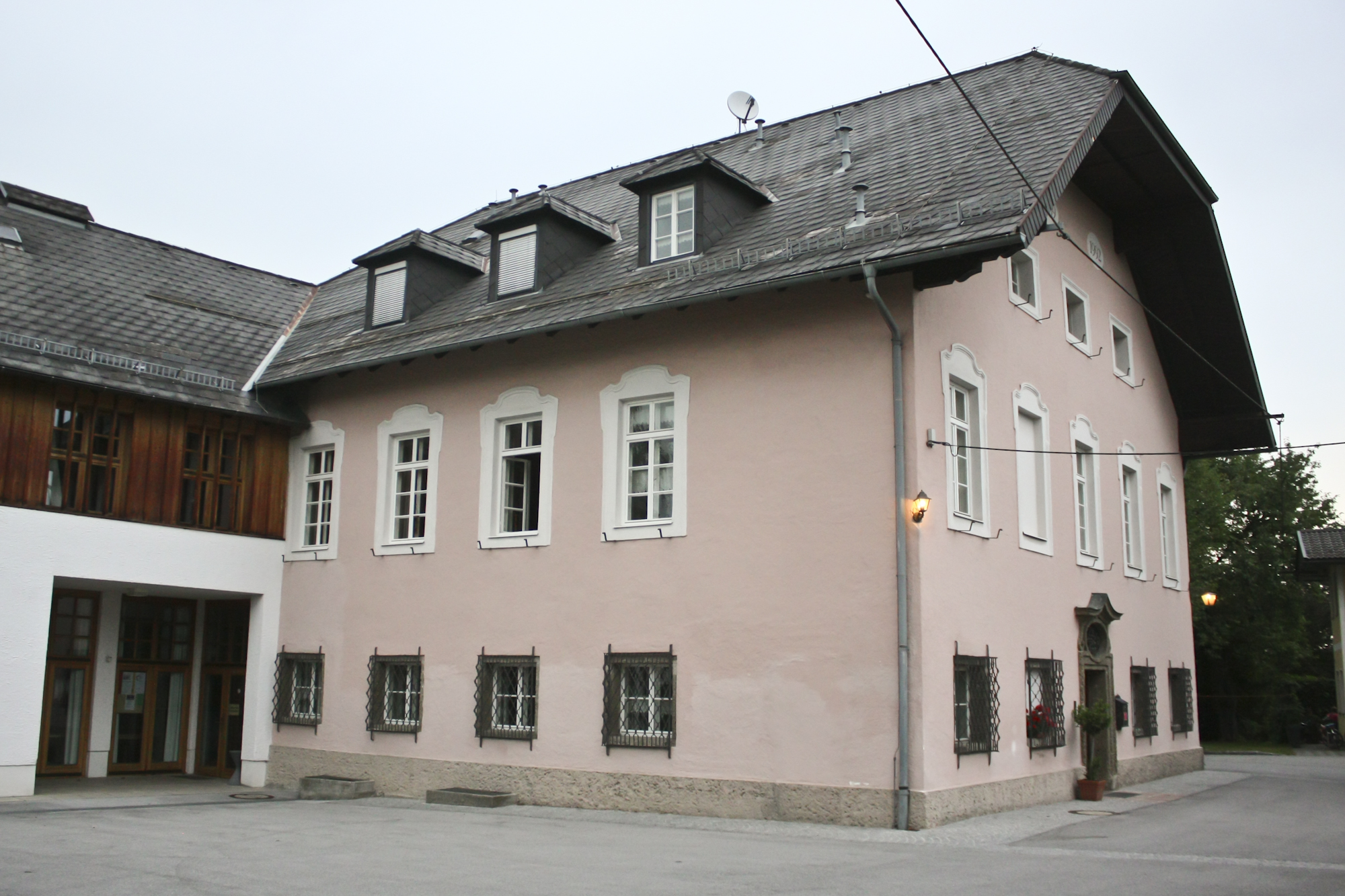
Baldehof

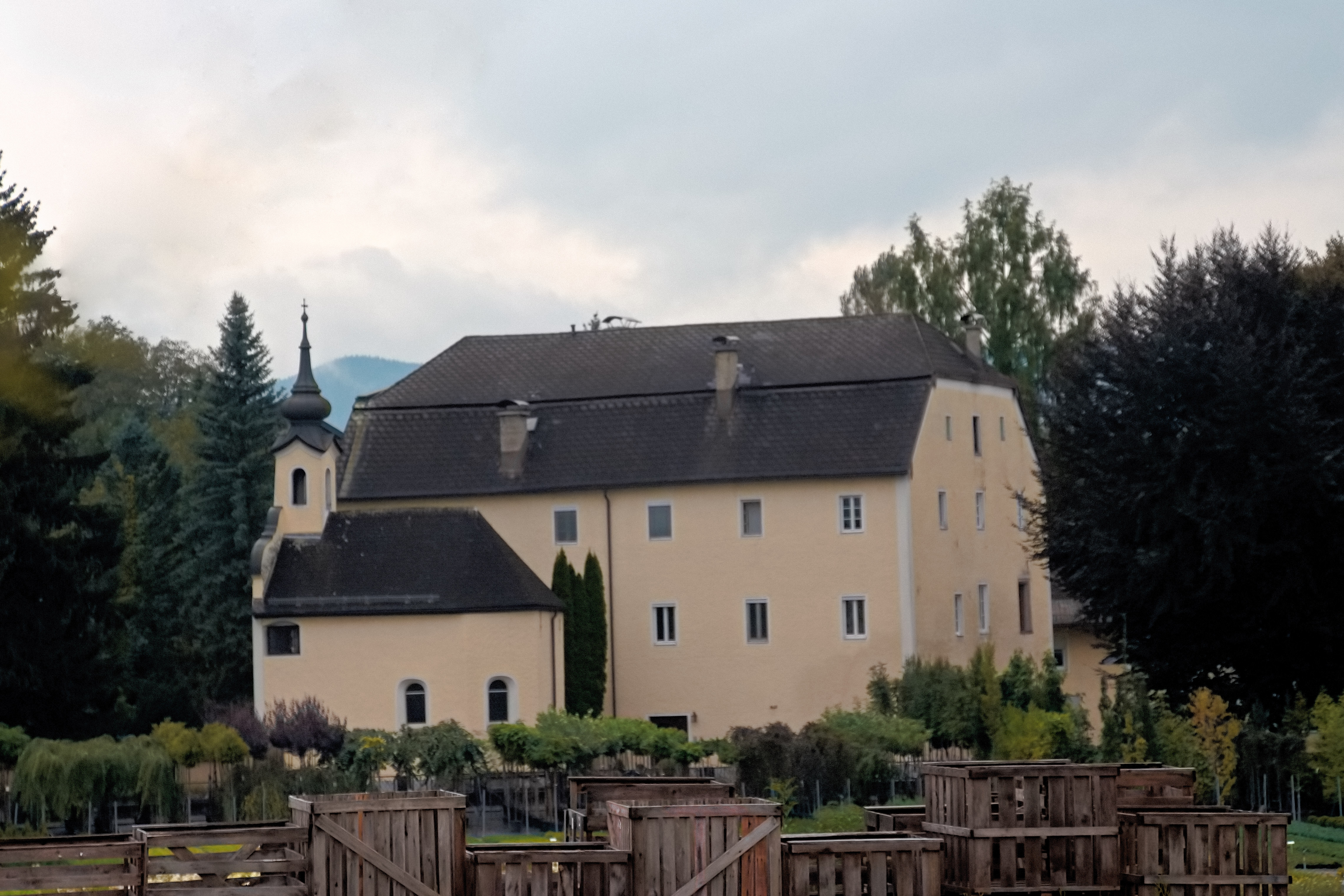
Schlossbauerngut

Bemerkenswert sind in diesem alten Siedlungsraum (neben wenigen erhaltenen Bauernhäusern) folgende Herren- und Gutshöfe:
- Der Baldehof war zumindest 300 Jahre lang ein landwirtschaftliches Gut und hieß ursprünglich Lechner- oder Grafengut. 1889 wurde das Gut von der Kongregation der Barmherzigen Schwestern erworben. Seit 1993 ist der Baldehof als Pfarrhof der alten Pfarre Liefering, seit dem Jahr 2000 als überregionales Pfarrzentrum genutzt.
- Das Schlossbauerngut mit der St.-Anna-Kapelle: Dieser freistehende Sitz mit seinem hohen Dach ist zuerst 1463 erwähnt. Neu errichtet wurde das Gebäude unter Leonhard Ehrgott in den Jahren nach 1600. Auch die nebenstehende Kapelle zur heiligen Anna (richtiger Kapelle Maria Himmelfahrt) wurde 1606 errichtet. Der Rokokostuck des Gewölbes und der Altar stammen aus der Zeit nach 1750. Das einstige Bauerngut wurde und wird in seinem auffälligen und stattlichen Erscheinungsbild immer wieder als Schloss bezeichnet.

### Liefering-Nord
Der Raum Liefering Nord ist einer der jüngsten Siedlungen der Stadt, ein Teil der Stadt, der praktisch zur Gänze die nach dem Zweiten Weltkrieg entstanden ist. Während die dortigen stadtnahen Wohnhäuser großteils etwa zwischen 1960 und 1970 entstanden sind, ist das großräumige Gewerbegebiet im Norden der Stadt weitestgehend erst nach dem Jahr 1970 gewachsen. Die neu trassierte Münchner Bundesstraße, die diese Siedlungen aufschließt, ist hier erst 1960 fertiggestellt worden.

### Rott
Rott ist ein kleiner, aber recht alter Siedlungskern. Er war ursprünglich eine Rodungsinsel in der Saalachau, woher sich der Name ableitet. Die Ansiedlung befand sich einst in recht zentraler Lage am Hauptweg zur alten Saalachfurt, die seit etwa 1700 durch eine Brücke mit dem linken Flussufer verbunden war. Schon 1549 wurde hier eine Papiermühle und 1675 eine Pulvermühle errichtet. Noch 1830 standen hier nur 11 Häuser. Die alte Saalachbrücke (neu errichtet 1931) wurde 1945 kurz vor Ende des Zweiten Weltkrieges gesprengt und danach nicht wieder aufgebaut. 2005 wurde das dortige Wasserkraftwerk neu erbaut.

### Herrenau
Der nächstgelegene kleine Siedlungskern der Lieferinger Herrenau ist nach dem dortigen gleichnamigen Bauerngut benannt, das auch „Riedlgut“ genannt wird. Hier befinden sich heute der Landesschießstand, ein Fußball-Ausbildungslager (Fußball-Akademie, eine Erweiterung für den Bereich Eishockey ist geplant), eine weitläufige Kleingartenanlage sowie ein privater Reitstall der Familie Riedl. Das Gebiet zieht sich bis an den Saalachspitz, die Landzunge an der Mündung der Saalach.

### Salzachseesiedlung
Die Salzachseesiedlung ist mit etwa 2.000 Einwohnern mit Abstand die größte Salzburger Siedlung. Die Salzachseen sind Baggerseen des Autobahnbaues und heute ein bedeutender Naherholungsraum. Seit der Schließung der Salzachseedeponie 1969 entwickelt sich das Stadtgebiet.

### Forellenwegsiedlung

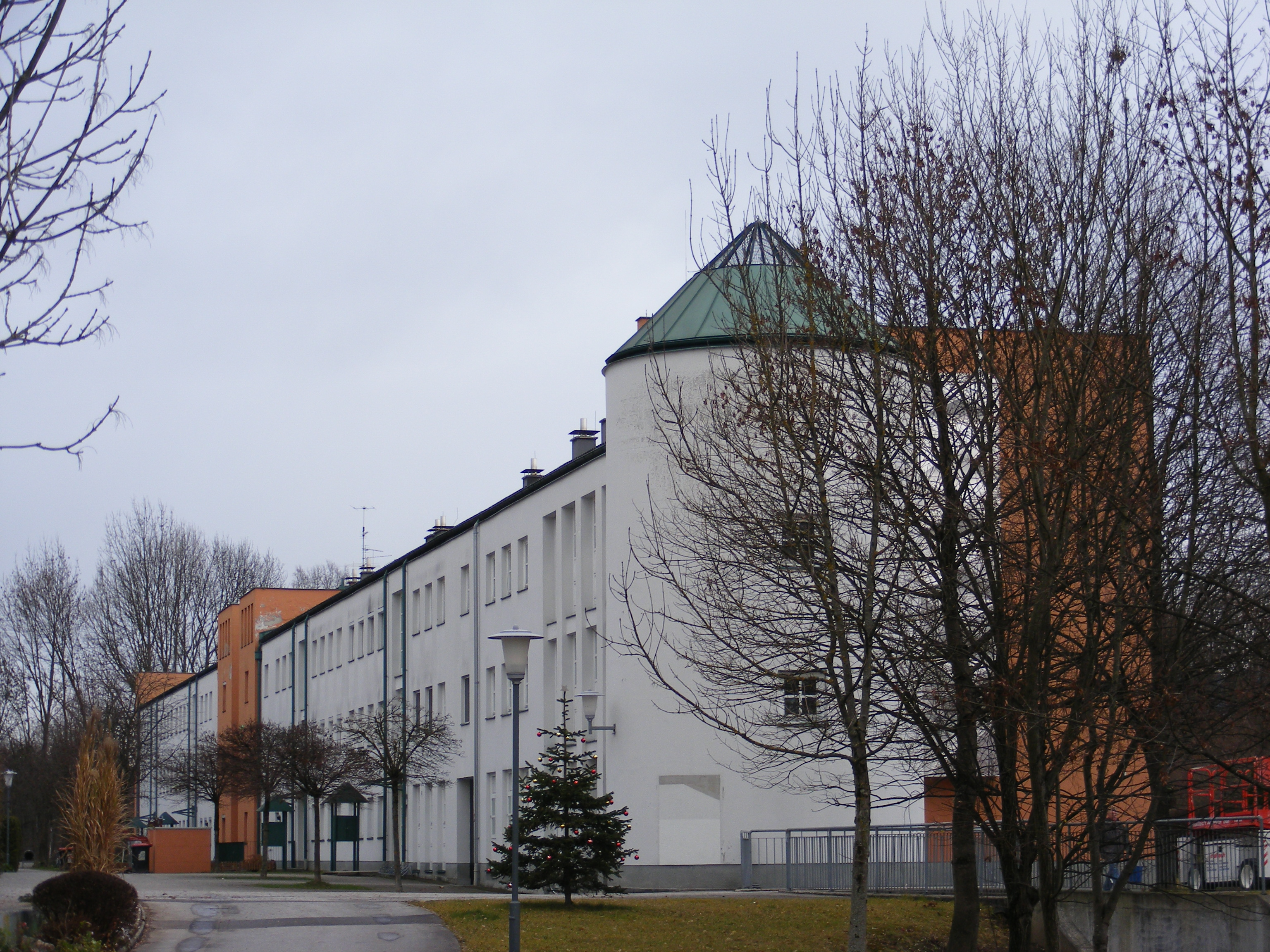
Teil der Forellenwegsiedlung

Die Forellenwegsiedlung ist mit zuerst etwa 1000 Bewohnern in über 300 Wohnungen eine der größten Siedlungen der Stadt Salzburg. Angeschlossen sind ein dreigruppiger Kindergarten, ein Veranstaltungssaal und ein Lokal. Die Siedlung wurde 1983/1984 geplant und 1987 bis 1990 gebaut.

### Liefering-Süd
Kapellenwegsiedlung
Die Kapellenwegsiedlung ist nach der dortigen Kapelle benannt, die den Herz-Jesu-Missionaren vor 1895 als erste provisorische Klosterkirche diente. Die namensgebende Kapelle zur heiligen Philomena ist ein schlichter Bau mit einer Rundapsis, die um 1830 erbaut und 1837 erweitert wurde.
Zimmermannfeldsiedlung
Zu Liefering-Süd gehört auch die Zimmermannsfeldsiedlung. Diese Siedlung entstand nach dem Zweiten Weltkrieg auf den Gründen der Zimmerei Furtner. Die Wohnbauten dienten wesentlich auch als Beamtenwohnsiedlung für Mitarbeiter der Christian-Doppler-Klinik.
Annahofsiedlung
Sehr bald nach dem Zweiten Weltkrieg wurden planmäßig beiderseits der alten Guggenmoosstraße in der Besatzungszeit Wohnblocks bzw. Reihenhäuser errichtet. An der regulierten Glan entstand hier 1959 die neue Annahofschule („Höhere Lehranstalt für gewerbliche Frauenberufe“). Zuvor befand sich hier (ursprünglich an der rechten Seite der Glan) ein altes Schlösschen, der Hof am Gailenbach, den die Eigentümer Lackner („Lackner Schlössl“) 1808 an den Jodelbauern verkaufte („Jodlbauerngut“) und das später den Namen Annahof erhielt. Als ein letzter Rest des alten Schlösschens kann auch der kleine Pavillon im südlich gelegenen Gartenteil gelten. Durch die dortige Begradigung der Glan und gleichzeitig der Guggenmoosstraße entstanden kleinräumig weitere Bauflächen.
Christian-Doppler-Klinik

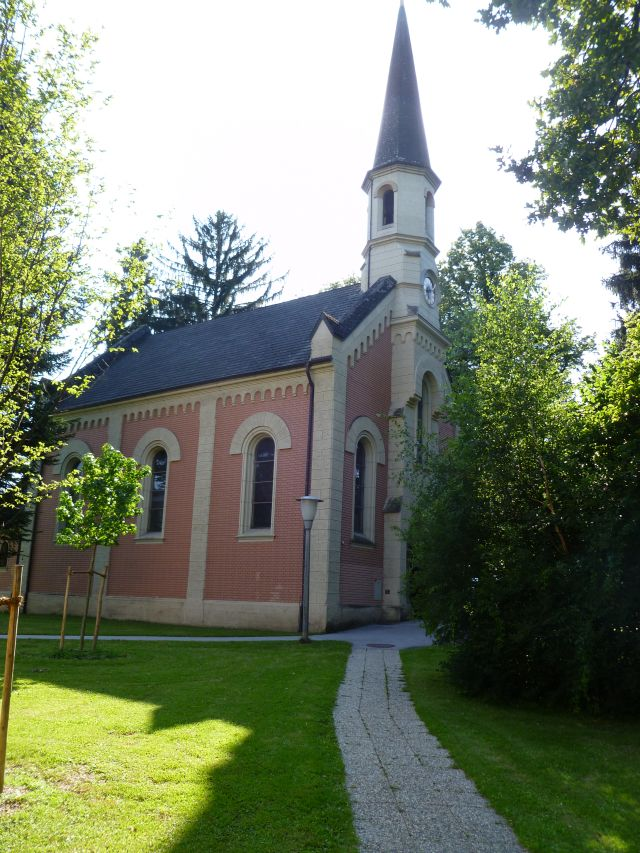
Kirche Zum heiligen Salvator in der Christian-Doppler-Klinik

Die Christian-Doppler-Klinik entstand auf den Grundstücken zweier Bauerngüter, des Gierlinggutes und des Langwallnergutes. Versuche zur Schaffung einer allgemeinen Anstalt für psychisch Kranke und geistig Behinderte gehen bis 1778 zurück. Einer der ersten Vertreter des modernen Nervenheilwesens war der Salzburger Nervenarzt Franz Valentin Zillner. 1898 konnte dann die Heilanstalt für Gemüts- und Nervenkranke eröffnet werden. Sie war damals eine der fortschrittlichsten Nervenheilanstalten Österreichs. Die heutige, modern eingerichtete Christian-Doppler-Klinik besitzt die Abteilungen Neurologie, Neurochirurgie, Geriatrie, Psychiatrie und Psychotherapie, ergänzt durch Aufgaben der klinischen Psychologie und der Neuroanästhesie.
Auf dem Gelände der Christian-Doppler-Klinik steht die Kirche zum heiligen Salvator. Sie wurde 1896–1898 nach Plänen von Adolf Lasch und August Wallner im neoromanischen Stil erbaut. Der historisierende Altar zeigt im Altarbild ein Bild Herz Jesu. Als Wandmalerei ist der Kreuzweg Christi dargestellt.
Schloss Schönleiten (Missionshaus der Herz-Jesu-Missionare)
Hier lagen ursprünglich drei Bauerngüter: das Surheimergut, das Esterergut und das Sintlergütl. 1654 errichteten hier die Salzburger Domherren das Schloss Schönleiten. Die Inschriftkartusche des Bauherrn Johann Dietrich Graf Muggenthal (1655) ist am Turm erhalten. Das Schloss gehörte später den Domkapitel. 1889 kauften die Herz-Jesu-Missionare das Schloss und bauten es zu einem Kloster um. 1895 entstand die Klosterkirche und 1910 das Gymnasium sowie später das Missionsmuseum. Die Fassade stammt in der heutigen Gestalt von 1914.

### Liefering-Lehenau

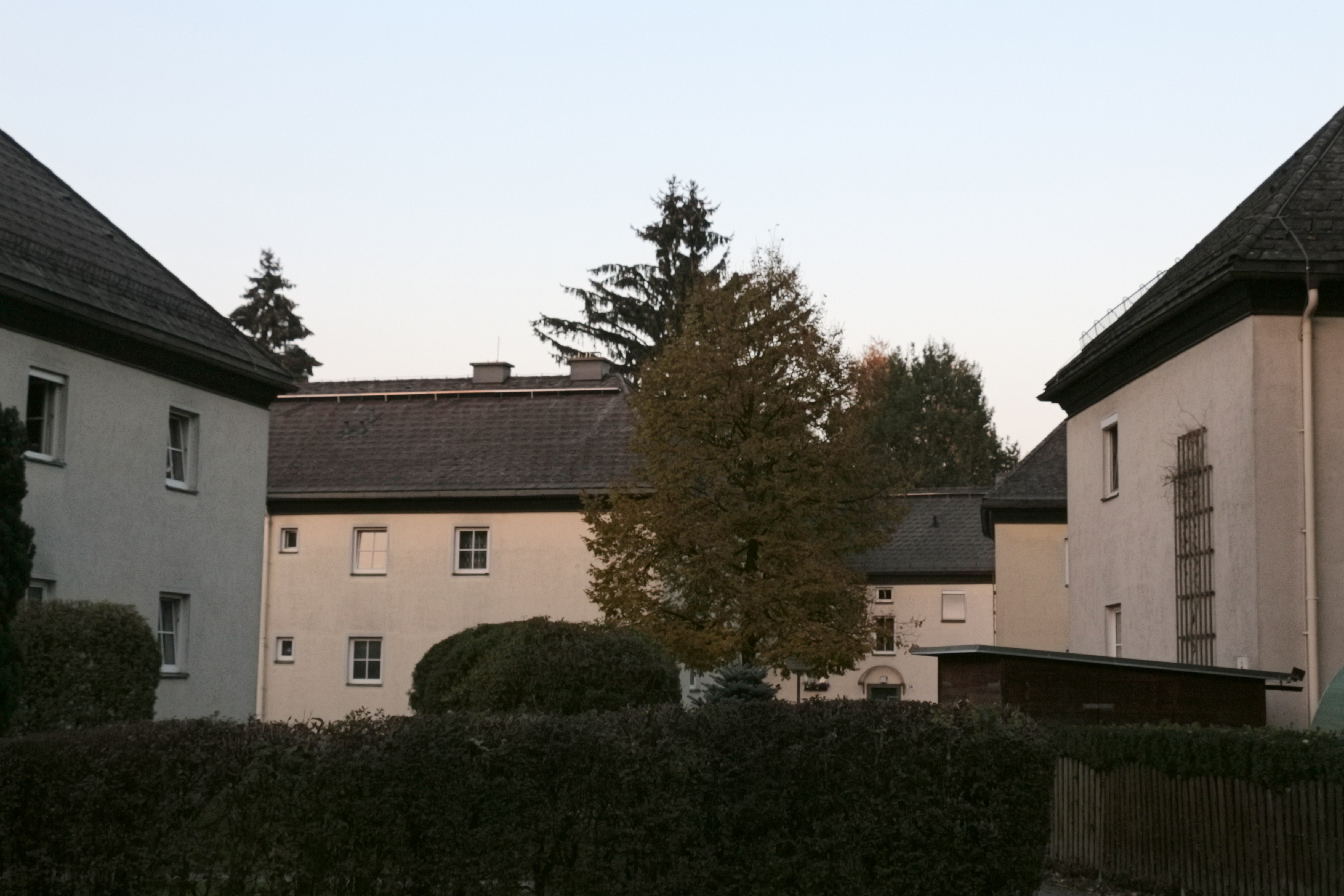
In der Südtirolersiedlung

Der Raum um die Bessarabierstraße wurde als „Volkswohnsiedlung“ (Südtirolersiedlung) 1940 errichtet. Die Straßennamen erinnern hier an ehemalige deutsche Siedlungsgebiet in Südosteuropa.
Daran schließen die früher „Kleine Siedlung“ und „Große Siedlung“ genannten Wohngebäude an. Die dortigen Straßen erinnern an frühere Salzburger Orte im heutigen Rupertiwinkel in Bayern (etwa Laufenstraße, Tittmoningstraße).
General-Keyes-Siedlung
Die Wohnhäuser der Offizierssiedlung wurden von der amerikanischen Besatzungsmacht nach dem Zweiten Weltkrieg für die Familien amerikanischer Soldaten errichtet (und wurde so früher auch „Ami-Siedlung“ genannt). Die zentrale General-Keyes-Straße erinnert an den General Geoffrey Keyes, der 1943–1945 Kommandant des US-Korps Sizilien-Nordafrika war, 1945–1947 Oberbefehlshaber der US-Truppen in Europa und 1947–1950 US-Oberbefehlshaber in Österreich. 2016 war die Siedlung Drehort für den Film Die beste aller Welten.
Messezentrum Salzburg und Salzburgarena

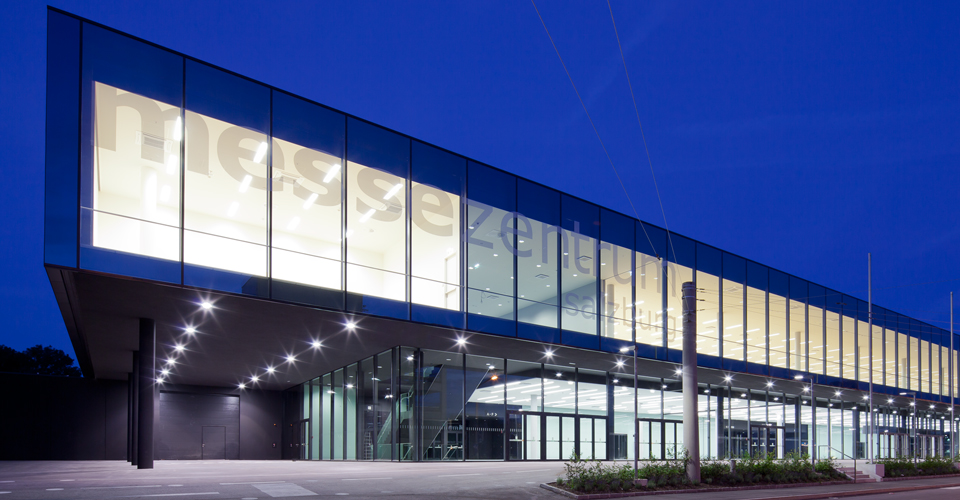
Die Kongressmessehalle

Das heutige Messezentrum Salzburg wurde als „Salzburger Ausstellungszentrum Ges.m.b.H.“ (SAZ) 1973 von drei damaligen Dritteleigentümern, der Stadt Salzburg, dem Land Salzburg und der Handelskammer (Kammer der Gewerblichen Wirtschaft) gegründet. 1974 konnten die ersten drei fertigen Hallen mit einer ersten Messe („AutoZum“) erstmals genutzt und nach Fertigstellung der vierten Halle 1974 eröffnet werden. Zwei weitere Hallen wurden 1976 eröffnet. Heute stehen fünfzehn Hallen zur Verfügung. Wichtigster Veranstalter ist neben der Messezentrum Salzburg GmbH die Firma Reed Exhibitions Messe Salzburg, daneben gibt es noch weitere Gastveranstalter. Die hier abgehaltenen Messen sind vorwiegend Fachmessen, aber auch Publikumsmessen wie die „Automesse Salzburg“, die „Salzburger Spielemesse“ und die „Classic Expo“ finden hier statt.
Unmittelbar neben den Ausstellungshallen befindet sich die Salzburgarena, eine Multifunktionshalle, die nicht nur für Messeveranstaltungen genutzt wird, sondern mit der Möglichkeit, bis zu 6700 Sitzplätze bereitzustellen, besonders auch für Sport- und Musikveranstaltungen zur Verfügung steht.

## Infrastruktur
Als ursprünglicher Vorort Salzburgs verfügt Liefering noch heute über ein klassisches Dorfzentrum im Nordwesten des Stadtteils. Dieses unterscheidet sich städtebaulich stark vom restlichen Stadtteil, welcher durch das enorme Wachstum der Stadt entstand und 1939 schließlich zur Eingemeindung führte. Noch heute nennt sich Liefering selbstidentifizierend „das Dorf in der Stadt“.
In Liefering existieren auf dem Schulsektor
- vier Kindergärten
- zwei Volksschulen
- eine Hauptschule
- ein Hort
- das Privatgymnasium der Herz-Jesu-Missionare
- eine HBLA

Im Grünraum nördlich von Liefering, auf der ehemaligen Trabrennbahn, befindet sich die Fußballakademie des FC Red Bull Salzburg.

## Verkehr
Hauptverkehrsweg von Liefering ist die Ignaz-Harrer-Straße und ihre Verlängerung, die Münchner Bundesstraße, die zum deutschen Grenzübergang nach Freilassing führt. An ihr liegt die Westautobahn-Anschlussstelle Salzburg Mitte, und mit der Ausfahrt Salzburg Messezentrum verfügt Liefering über eine weitere Anschlussstelle zur A1.
Liefering ist mit den Obuslinien 1, 4 und 7 erreichbar. Im Zuge der Errichtung der Salzburger S-Bahn erhielt mit der Haltestelle Salzburg Liefering außerdem Anschluss an den Schienennahverkehr. Die S-Bahn-Station Salzburg Liefering ging Ende 2013 in Betrieb und wird zwei Mal stündlich je Fahrtrichtung angefahren. Die Station Salzburg Taxham Europark, welche ebenfalls weite Teile Lieferings als Einzugsgebiet hat, wurde 2006 eröffnet und wird in beiden Richtungen dreimal stündlich bedient.

## Persönlichkeiten
- Julius Haagn (* 1844 in Liefering; † 1925 in Salzburg), Kaufmann und Ehrenbürger von Salzburg
- Martin Hell (* 1885 in Liefering; † 1975 in Salzburg), Archäologe